# Вилла Парк
«Ви́лла Парк» — футбольный стадион в районе Астон города Бирмингема, Англия. 
С 1897 года является домашней ареной футбольного клуба «Астон Вилла». Стадион имеет 4-ю категорию по классификации УЕФА, на нём было проведено 16 международных матчей сборной Англии на высшем уровне. Первая международная встреча состоялась в 1899 году, последняя — в 2005 году. 
«Вилла Парк» стал первым футбольным стадионом в Англии, принимавшим международные матчи в течение 3-х разных веков. «Вилла Парк» принял последний в истории финал Кубка обладателей кубков между «Реал Мальоркой» и «Лацио» в 1999 году (1-2).